# Direkte Demokratie im Saarland
Möglichkeiten der Wahrnehmung von Instrumenten der direkten Demokratie im Saarland bestehen auf Landesebene und der Ebene der Gemeinde.

## Direkte Demokratie auf Landesebene

### Volksinitiative
Nach Art. 98a der Landesverfassung können Volksinitiativen gegründet werden, die darauf gerichtet sind, dass sich der Landtag mit einer bestimmten Angelegenheit der politischen Willensbildung beschäftigt. Ist der Antrag von wenigstens 5000 stimmberechtigten Einwohnern des Saarlandes unterzeichnet worden, die bei Unterzeichnung das 16. Lebensjahr vollendet haben, ist der Landtag verpflichtet, dem Verlangen nachzukommen.

### Volksentscheid und Volksbegehren
Auf der Landesebene findet die direkte Demokratie im Saarland Ausdruck durch Volksentscheide. Bei einem Volksentscheid stimmen die stimmberechtigten Bürger darüber ab, ob ein bestimmtes Gesetz erlassen, geändert oder aufgehoben werden soll. In anderen Bundesländern kann auch die Auflösung des Landtags Gegenstand eines Volksentscheides sein. Dies ist in der saarländischen Landesverfassung nicht vorgesehen.
Volksentscheid und Volksbegehren sind im Abschnitt über die Gesetzgebung (Art. 98 – 104 der Landesverfassung) geregelt.
Wie andere direktdemokratische Abstimmungen auch sind Volksentscheide als Frage formuliert, sodass die stimmberechtigten Einwohner entweder mit „Ja“ oder mit „Nein“ abstimmen können.
Der Antrag auf Durchführung eines Volksentscheides wird Volksbegehren genannt. Dessen Zulässigkeit und Zustandekommen wird im Saarland durch die Landesregierung festgestellt (in anderen Bundesländern meist durch das Gesetzgebungsorgan z. B. Landtag). Gegen diese Entscheidung können Rechtsmittel vor dem Verfassungsgerichtshof eingelegt werden. Damit ein Volksbegehren zulässig und das Zustandekommen festgestellt werden kann, sind u. a. folgende Kriterien zu erfüllen:
- Es muss sich um eine landesrechtliche Regelung handeln (also z. B. keine kommunalen Regelungen),
- Ein ausgearbeiteter und mit Gründen versehener Gesetzesentwurf muss vorliegen,
- Es müssen 5.000 Stimmberechtigte den Antrag stellen,
- Zum Zustandekommen müssen es mindestens ein Fünftel der Stimmberechtigten unterstützen.
- Finanzielle Regelungen sowie die Änderung der saarländischen Landesverfassung können nicht Gegenstand eines Volksbegehrens sein.

Entspricht der Landtag dem Volksbegehren nicht, ist binnen zwei Monaten ein Volksentscheid herbeizuführen. Hierbei ist der Volksentscheid erfolgreich, wenn die einfache Mehrheit der abgegebenen gültigen Stimmen erreicht ist, und darüber hinaus 25 Prozent der Stimmberechtigten zugestimmt haben.

## Direkte Demokratie auf kommunaler Ebene

### Einwohnerbefragung
Auf Veranlassung des Gemeinderates kann nach § 20 KSVG eine Einwohnerbefragung durchgeführt werden. Hierzu werden den Einwohnern zuvor die vom Gemeinderat vertretenen Auffassung öffentlich dargelegt. Die daran anschließende Befragung erfolgt anonymisiert.

### Einwohnerantrag
Gem. § 21 KSVG können Einwohner die das 16. Lebensjahr vollendet haben, verlangen, dass dem Gemeinderat eine bestimmte ihm obliegende Selbstverwaltungsangelegenheit durch den Bürgermeister vorgelegt wird. Diese ist zu beraten und zu entscheiden.
Der Antrag muss schriftlich eingereicht und von wenigstens 5 Prozent der Einwohner unterzeichnet sein. Über die Zulässigkeit entscheidet der Bürgermeister. Ist der Antrag zulässig, so muss er binnen drei Monaten entweder vom Gemeinderat oder einem Ausschuss beraten werden.

### Bürgerbegehren und Bürgerentscheid
Das Bürgerbegehren bereitet einen Bürgerentscheid vor. Die Bürger können einen Bürgerentscheid über eine Selbstverwaltungsangelegenheit ihrer Gemeinde verlangen. Im Gegensatz zum Einwohnerantrag, bei dem die Bürger keinen Einfluss auf die Entscheidung des Gemeinderates haben, können sie bei einem Bürgerentscheid selbst eine Entscheidung herbeiführen. Bürgerbegehren und Bürgerentscheid sind in § 21a KSVG gesetzlich verankert.
Über die Zulässigkeit entscheidet der Gemeinderat, nach Vorprüfung durch den Bürgermeister gem. § 87 KWG. Hält der Bürgermeister das Bürgerbegehren für rechtswidrig, hat er die Vertreter des Bürgerbegehrens nach § 60 Abs. 1 KSVG unverzüglich zu informieren. Ergibt die Vorprüfung, dass das Bürgerbegehren behebbare Mängel aufweist, können die Vertreter des Begehrens diese binnen einer angemessenen Frist beheben. Dazu muss das Bürgerbegehren unter anderem eine bestimmte Anzahl an Unterstützern aufweisen, eine Frage beinhalten, die mit „Ja“ oder „Nein“ beantwortet werden kann und einen Kostendeckungsvorschlag enthalten.
Ist der Bürgerbegehren zulässig und akzeptiert der Gemeinderat die damit verbundenen Forderungen nicht, ist binnen einer Frist von drei Monaten ein Bürgerentscheid durchzuführen. Dieser Zeitpunkt muss nach § 89 Abs. 1 KWG an einem Sonntag oder öffentlichen Ruhetag sein. Die mit dem Bürgerentscheid verbundene Fragestellung ist angenommen, wenn sie die Mehrheit der gültigen Stimmen enthält und diese Mehrheit wenigstens 30 Prozent der Stimmberechtigten darstellt. So ist beispielsweise ein Bürgerentscheid nicht erfolgreich, wenn zwar 55 Prozent für die aufgeworfene Fragestellung sind, aber sich nur 15 Prozent der Stimmberechtigten beteiligt haben.
Ist der Bürgerentscheid erfolgreich steht er einem Gemeinderatsbeschluss gleich. Der Gemeinderat ist daran zwei Jahre gebunden, sofern er nicht innerhalb der Frist einen neuen Bürgerentscheid zur Abänderung initiiert.

## Das Saarstatut und Volksabstimmung
Nach Verhandlung von Bundeskanzler Konrad Adenauer mit dem französischen Premier- und Außenminister Pierre Mendès France im Jahr 1954 verzichtete dieser grundsätzlich auf die endgültige Abtrennung der Saar von Deutschland, verlangte aber eine Volksabstimmung, das sogenannte Saarstatut.
Die Abstimmungsfrage lautete: „Billigen Sie das mit Zustimmung der Regierung des Saarlandes zwischen der Regierung der Bundesrepublik Deutschland und der Regierung der Französischen Republik am 23. Oktober 1954 vereinbarte Europäische Statut für das Saarland?“
Im Abstimmungsergebnis vom 23. Oktober 1955 stimmten 32,29 Prozent dafür, 67,71 Prozent dagegen.

## Querverweise
- Saarland 1947 bis 1956